# Purga Jedi
La Purga Jedi, también conocida como la Gran Purga Jedi, es un proceso ficticio de exterminio de Jedi por parte de la Imperio Galáctico y los Sith en el universo de Star Wars.

## Historia

### Marco histórico e inicios
El lord Sith Darth Sidious orquestó un complejo plan para hacerse con el poder absoluto de la República Galáctica y generar un conflicto (las Guerras Clon) con las que excusar sus poderes especiales y a la vez debilitar la imagen de los Jedi que además morirían en importante número en la guerra.
Llegado el momento Palpatine/Sidious finalizó su plan y pronto contó con una República lista para ser convertida en un Imperio Galáctico, un nuevo aprendiz en Darth Vader y la capacidad de acabar con los Jedi y vengar a los Sith.

### La Orden 66
Parte del retorcido plan oscuro de Palpatine consistía en que la Guerra de los Clones, no sólo lo convirtieran en emperador de facto sino que situaran a los Jedi en el ojo del huracán. Con Palpatine como héroe y aclamado y los Jedi acusados del desgaste de la guerra, diezmados y en remotos mundos a tiro de sus tropas Palpatine pudo acusar fácilmente a los Jedi de traidores, sobre todo después de la lucha contra Mace Windu y sus Jedi.
Con Palpatine en el trono y Anakin Skywalker ahora renombrado como Darth Vader a su lado, ambos iniciaron el siniestro protocolo conocido como la Orden 66, al iniciar el protocolo mencionado las tropas de clones obedecieron al Emperador debido a unos chips inhibidores implantados en sus cerebros desde el día de su creación y sin dudarlo un segundo y estando casi poseídos como en una de maldición y en un trance incontrolable, los soldados clones abrieron fuego a quemarropa contra sus generales Jedi a los que consideraban como hermanos. Por otro lado, Anakin acabó masacrando sin piedad y sin misericordia alguna todo rastro de vida en el relativamente desprotegido Templo Jedi junto a sus tropas de soldados clones de la Legión 501. Tras eso, el planeta Mustafar y el planeta Coruscant serían lugar de las dos batallas entre Obi-Wan Kenobi y Anakin en la cual Obi Wan resultaria victorioso al mutilar a su ex-aprendiz en el río de lava del planeta donde Anakin sufriría horribles quemaduras de segundo y tercer grado, así como también terribles daños pulmonares debido a las llamas, mientras que por otro lado Darth Sidious y Yoda se enfrentaron en un peligroso y arriesgado duelo en el edificio del Senado, donde ambos rivales se verían bastante parejos en poder, sin embargo en el clímax del mismo Yoda terminó siendo desarmado de su sable de luz por Palpatine, quien mediante el uso de los Rayos de la Fuerza forzó al maestro Jedi a soltar su sable de luz y ambos comenzaron a regresarse uno al otro el ataque de los Rayos de la Fuerza que finalmente provocaron una fuerte explosión que los empujo a ambos hacia atrás, causando que Palpatine apenas y logra evitar caerse agarrándose del barandal de uno de los cubículos del Senado, mientras que Yoda término cayendo hasta el fondo de las instalaciones y se vio forzado a aceptar su derrota y a escapar del lugar con la ayuda de Bail Organa. Esto significó el fin de la Orden Jedi sin base, Consejo Jedi y perseguidos. Aparte de estos, de los pocos Jedi que sobrevivieron a La Orden 66 fueron: Caleb Dume, quien más tarde sería renombrado como Kanan Jarrus, otros serían Cal Kestis, Ahsoka Tano y Grogu.

### El Cónclave deKessel
Sin embargo no todos los Jedi perecieron tras la Orden 66. Ya fuera por habilidad, suerte o porque se encontraban lejos de la batalla, algunos Jedi sobrevivieron. Aparte de escaramuzas aisladas con algún Jedi al frente o de particulares casos de exilio, el más importante evento fue el Cónclave de Kessel. Allí se reunieron ocho Maestros de importancia para enfrentarse al Imperio, a los Sith y para reunir a los supervivientes de la Orden. Sin embargo, Darth Vader los encontró y los Jedi murieron bajo sus manos o las de las tropas imperiales.

### Reunión enKashyyyk
Otro importante evento fue el desobedecimiento de la Orden 66 en un remoto mundo que dejó libres al Maestro Roan Shryne y a la padawan Olee Starstone y a su Maestra. La Maestra murió a manos de Darth Vader y Roan abandonó momentáneamente el camino Jedi adoptando una posición pasiva. Olee en cambió reunió a un grupo de Jedi y padawans que fueron detenidos cuando la orden fue transmitida directamente desde Coruscant. Llegó al planeta con otros supervivientes Jedi— (Siadem Forte, Deran Nalual, Klossi Anno, Iwo Kulka, Jambe Lu, Nam Poorf, Filli Bitters). La búsqueda paró en Kashyyyk, donde buscaban a Yoda, Luminara Unduli, y a Quinlan Vos.
Darth Vader los encontró y pese a la aparición de Roan Shryne, que se sacrificó, hubo varias pérdidas y Olee y los supervivientes decidieron utilizar una actitud pasiva y abandonar la rigidez Jedi, pese a seguir en sintonía con la filosofía y la Fuerza.

### Naboo yFerus Olin
Uno de los Jedi más importantes fue Ferus Olin. Pese a haber dejado la Orden un año después del nacimiento del Imperio, era un insurgente. Tras recibir la ayuda de Obi-Wan Kenobi, decidió con la aprobación de éste retomar la senda Jedi, pero de un modo más rígido y reunir a todos los Jedi supervivientes posibles. Con el tiempo, Olin encontraría al Maestro Gareen Muln, a Solace. Con una base en un asteroide a la deriva en una nebulosa, Olin pronto propagaría el espíritu rebelde y reuniría a varios Jedi además de enfrentarse a Inquisidores imperiales.
Los esfuerzos de Olin durante ocho años significarían el nacimiento de rebeliones que desembocarían en la Alianza Rebelde. Con ayuda de gungans, naboos y refugiados políticos coruscantis Olin mató al Inquisidor Malorum en Naboo y destruyó un cuartel de armas masivas. Esto significaría poco después que la reina Apaliana se decidiese a ayudar a los Jedi e incluso a rodearse de casi una decena de estos. Darth Vader y su Legión 501 acabarían matando a los Jedi y a la reina, subyugando totalmente el planeta.

### Continuación y legado
A lo largo de los siguientes años hasta 1 ABY, Vader y sus tropas u otros esbirros recorrerían mundos en busca de Jedis aunque el Sith realmente buscaba a su antiguo mentor, Obi-Wan. La muerte de la Dama Oscura, Ranik Solusar, Echuu Sem-Jon, Nejaa Halycon, Ynric A'kla, el ataque fallido a Empatoyayos Brand, entre otros, fueron parte de esta purga. Según Palpatine, "docenas de Jedi" habían sobrevivido. La purga acabó antes de la Batalla de Yavin. Pero, más tarde, los antiguos Jedi aparecerían en ocasiones para sacrificarse ante la Rebelión, transmitir brevemente información a Luke Skywalker o, incluso, unirse a él.
La Purga marcaría el inicio de una Nueva Orden Jedi, más flexible pero con muchas dificultades para ir captando la esencia de la antigua (pues muchos datos se perdieron en este periodo).

### Ecchu Shem Jon
Fue uno de los Jedi que sobrevivieron a la orden 66 debido a su autoexilio antes del conflicto. Su aparición comienza socorriendo a Leia Organa y a su guardia personal en un ataque del Imperio, mientras que estos tratan de encontrar fragmentos de un holocron sagrado.
Ecchu colabora con Leia hasta que se sacrifica para que pueda escapar, mientras entretiene a Darth Vader, que lo asesina sin piedad.

## Apariciones
- La venganza de los Sith, Orden 66
- Clone Wars Volume 9: Endgame, episodio de Kessel.
- Darth Vader: El Señor Oscuro, episodio de Kashyyyk.
- The Last of the Jedi, episodio de Naboo y Ferus Olin
- Videojuego Battlefront II, episodio de Naboo y otros
- Star Wars: The Force Unleashed

- Datos: Q2396634